# 7-я Хасковская повстанческая оперативная зона
7-я Хасковская повстанческая оперативная зона (болг. Седма Хасковска въстаническа оперативна зона) — территориальная и организационная единица в составе Народно-освободительной повстанческой армии Болгарии во время Второй мировой войны.

## История
7-я Хасковская повстанческая оперативная зона в составе Народно-освободительной повстанческой армии Болгарии была образована в апреле 1944 года Хасковским окружным руководством БРП (к). По указанию ЦК БРП (к) и Главного штаба НОВА был сформирован штаб в следующем составе:
- Командир повстанческой зоны: Иван Араклиев[болг.]
- Политический комиссар: Янчо Георгиев[болг.]

## Структура
В состав 7-й Хасковской повстанческой оперативной зоны входили два партизанских отряда (имени Васила Левского и имени Асена Златарова) и разные боевые группы БКП.